# Grand Prix de Tallinn-Tartu
Le Grand Prix de Tallinn-Tartu (ou Tallinn-Tartu Grand Prix) est une course cycliste estonienne disputée autour des villes de Tartu et Tallinn. Créé en 2002 sous le nom de Baltic Open-Tallinn GP, il s'est ensuite appelé EOS Tallinn GP de 2004 à 2007. Il fait partie de l'UCI Europe Tour depuis 2005, en catégorie 1.1.

## Palmarès
| Année                       | Vainqueur      | Deuxième            | Troisième            |
| --------------------------- | -------------- | ------------------- | -------------------- |
| Baltic Open-Tallinn GP      |                |                     |                      |
| 2002                        | Oleg Grishkine | Andrus Aug          | Erki Pütsep          |
| 2003                        | Arnaud Coyot   | Médéric Clain       | Lauri Aus            |
| EOS Tallinn GP              |                |                     |                      |
| 2004                        | Mark Scanlon   | Nicolas Inaudi      | Arnaud Coyot         |
| 2005                        | Janek Tombak   | Erki Pütsep         | Jonas Ljungblad      |
| 2006                        | Janek Tombak   | Valery Valynin      | Alexander Khatuntsev |
| 2007                        | Erki Pütsep    | Aleksejs Saramotins | Marius Bernatonis    |
| Grand Prix de Tallinn-Tartu |                |                     |                      |
| 2008                        | Mart Ojavee    | Erki Pütsep         | Jens Mouris          |
| 2009                        | Erki Pütsep    | Jaan Kirsipuu       | Gert Jõeäär          |
| 2010                        | Denis Flahaut  | Jaan Kirsipuu       | Erki Pütsep          |
| 2011                        | Angelo Furlan  | Jonas Ahlstrand     | Alexandre Blain      |
| 2012                        | Saïd Haddou    | Clinton Avery       | Andris Vosekalns     |